# Tumbuka (Sprache)
ChiTumbuka, auch Tumbuka, ist eine in Teilen von Malawi, Tansania und Sambia gesprochene Bantusprache. 
Die Sprache der Tumbuka wird Schätzungen zufolge von etwa zwei Millionen Menschen gesprochen. Die Vorsilbe „Chi-“ ist dabei eine Nominalklasse, wie sie in den Bantusprachen üblich ist, und bedeutet „Sprache“ analog zu „Ki-“ in Kiswahili oder „Se-“ in Setswana.
Im Gegensatz zum übrigen Gebiet Malawis, wo Chichewa die Hauptsprache ist, kann sich Chitumbuka im Norden dominant und als Verkehrssprache halten. Die Sprachen der Senga, Tumbuka, Fungwe und Yombe unterscheiden sich nur in sehr kleinen Nuancen. 